# Elecciones generales de Paraguay de 1983
Las elecciones generales de Paraguay de 1983 fueron un evento electoral nacional que se realizó en dicho país. Según su organización política, en las elecciones nacionales se eligen presidente, vicepresidente, senadores, diputados y los gobernadores de los departamentos.